# Condado de Hamblen
O Condado de Hamblen é um dos 95 condados do Estado americano do Tennessee. A sede do condado é Morristown, e sua maior cidade é Morristown. O condado possui uma área de 455 km² (dos quais 38 km² estão cobertos por água), uma população de 58 128 habitantes, e uma densidade populacional de 139 hab/km² (segundo o censo nacional de 2000). O condado foi fundado em 1870.